# Инютино (Нижегородская область)
Иню́тино — деревня в Богородском районе Нижегородской области. Входит в состав Каменского сельсовета.

## Этимология
Название деревни образовано от мужского эрзянского имени — Инют.

## География
Деревня находится близ реки Модан, на расстоянии 30 км к юго-востоку от города Богородск, административного центра района, и 45 км к юго-западу от города Нижний Новгород, административного центра области.
Часовой пояс
Село Деревня Инютино, как и вся Нижегородская область, находится в часовой зоне МСК (московское время). Смещение применяемого времени относительно UTC составляет +3:00.

## История
В «Списке населённых мест» Нижегородской губернии по данным за 1859 год значится как владельческая деревня при речке Майданке в 49 верстах от Нижнего Новгорода. В деревне насчитывался 141 двор и проживало 947 человек (442 мужчины и 505 женщин). В XIX веке в деревне находилось имение декабриста Сергея Трубецкого	.

## Население
| 1999 | 2002 | 2010 |
| ---- | ---- | ---- |
| 526  | ↘419 | ↗510 |

Национальный состав
Согласно результатам переписи 2002 года, в национальной структуре населения русские составляли 85 % из 419 чел.